# Podpalacze ludzi
Podpalacze ludzi (ang. The Hymn) – powieść z gatunku horroru Grahama Mastertona, wydana w 1991 roku. Opublikowana również pod innym tytułem jako The Burning. W Polsce znana też pod tytułem Wyznawcy płomienia.
Powieść ukazuje grupę religijną, której głównym celem jest osiągnięcie nieśmiertelności, przez co giną niewinni ludzie. Salamandry, jak siebie nazywają wyznawcy, podchodzą do obrzędu poprzez spalenie. Jeżeli następuje to ze specjalnym amuletem, wykonanym z czary Poncjusza Piłata, ciało z płomieni przechodzi w dym i formuje się dusza, która w dzień przesilenia letniego materializuje się. Obrzęd powiązany jest z postaciami Adolfa Hitlera, Richarda Wagnera oraz Josefa Mengelego.

## Opis fabuły
Akcja powieści toczy się w San Diego – mieście położonym w południowej Kalifornii. Pewnego dnia Bob Tuggey został świadkiem samopodpalenia kobiety na parkingu nieopodal baru McDonald's. Mimo pomocy nie zdążył uratować jej życia. Wiadomość o śmierci narzeczonej uderzyła w Lloyda jak grom. Tkwił w ogromnym szoku, nie był w stanie prowadzić swojej dobrze prosperującej restauracji rybnej, która wychodziła na skalistą zatokę La Jolla. Na polecenie szefa opiekę nad Bazą Rybną przejmuje kelner, Waldo. Lloyd potwierdza tożsamość zwłok należących do jego ukochanej. Jednak tego samego dnia widzi kobietę bardzo podobną do Celii, a także dowiaduje się, że wystąpił kolejny przypadek śmierci w płomieniach – tym razem zbiorowy mord. W spalonym autobusie na terenie Parku Stanowego Pustyni Anza-Borrego znaleziono spalone zwłoki 13 osób, w tym Marianny Gomes, koleżanki Celii z Opery San Diego. Co prawda jest świadek – niewidomy chłopiec indiańskiego pochodzenia, który oświadcza, że słyszał głosy mężczyzny podczas tragedii. Także tego samego dnia do domu Denmana przyjeżdża para z San Clemente, jak się okazuje państwo Williamsowie, o których narzeczona wspominała jako o dawno zmarłych. Byli oni wstrząśnięci wiadomością o śmierci córki. Podczas ich wizyty okazuje się, że Celia przez większość czasu go okłamywała. Lloyd dowiaduje się także, że jej samobójstwo może mieć związek z postacią niejakiego Ottona, który prowadził kółko spotkań religijnych. Lloyd postanawia przeprowadzić własne śledztwo. Pewnego dnia znajduje w ukochanym fortepianie Celii kopertę z Wagnerowskimi nutami, prawdopodobnie oryginał. Kiedy udał się na miejsce śmierci narzeczonej, spotkał tam Tuggeya, który dał mu złoty amulet z wygrawerowaną jaszczurką, rzekomo należący do Celii. Lloyd spotkał się z Sylvią. Pokazał jej także znalezione nuty "Juniusa", które wzięła w celu weryfikacji. Do jej mieszkania wtargnęła kobieta. Okazało się, że jest to dusza Celii, która nazywała siebie Salamandrą. Ujawniła jej rąbek tajemnicy zbawienia ogniem. Chcąc uratować się od złowrogiego ducha, Celia przytuliła ją do siebie, powodując jej podpalenie i wykradła libretto. Tymczasem Bob Tuggey zakończył pracę. Zaczepiła go dziwna para – Otto i Helmwige. Dopytywali się o złoty medalion, który Tug dał Lloydowi. Kiedy doszło do sprzeczki, zaczęły się żarzyć stopy Boba, po czym stanął w płomieniach. Lloyd dowiedział się o śmierci Sylvii, zaczął wertować gazety. Zauważył dziwną parę na zdjęciach w obu miejscach wypadku. Kiedy oddzwonił do Tuga, ten też już nie żył.
Po tych strasznych wiadomościach spotkał się z Joe Northem, który przybliżył mu postać Ottonaa. Po rozmowie Lloyd udał się w miejsce spotkań wyznawców religii Salamandry. Nie wszedł do środka, jednak ujrzał nagiego muskularnego mężczyznę przykutego łańcuchami. Nie pojechał po tym prosto do domu. Skierował się na pustynię, na której stał czarny jak węgiel autobus, w celu rozmowy z indiańskim chłopcem. Spotkał tam Kathleen Kerwin, żonę jednego ze spalonych. Tymczasem kiedy Joe North wrócił do domu, na jego łóżku siedziała Marianna. Zszokowany jej obecnością postanowił uwolnić się z omamów. Marianna jednak miała inne plany – spaliła go za złamanie przysięgi zawartej na Biblii Salamandry. Denman zaprosił na kolację Kathleen do swojej restauracji. Kiedy wrócili do jego domu, sypialnia stała już w płomieniach. Bez chwili namysłu Lloyd zebrał najważniejsze dokumenty i wybiegł z domu. Wtedy też ujrzał Celię błagającą go o amulet Salamandry, a wraz z nią Ottona i Helmwige.
Podczas ucieczki z woli Ottona zapaliła się kierownica wozu Denmana, jednak i to nie ostudziło zapału Lloyda. Sekciarze ruszyli za nimi w pościg. Okazało się, że amulet sam w sobie jest cenny, gdyż pochodził z czary, w której Piłat mył ręce. Lloyd wyjaśnił Sylvii całą sprawę śmierci przez spalenie, której poświęcił tyle czasu. Z niedowierzaniem przyjmując informacje, namówiła go na postój w drogerii, by kupić coś na jego poparzone ręce. Do sklepu weszli również Otto i Helmwige. Doszło między nimi do ostrej wymiany zdań i Lloyd czując napływ heroizmu uderzył starszego pana, a pannę Helmwige popchnął w stoisko lakierów do paznokci. Kathleen i Denman uciekli, jednak para ruszyła za nimi. Odtąd życie Lloyda i Kathleen stało się ciągłym biegiem. W końcu Otto i jego partnerka dopadli uciekinierów. Lloyd zmusił ich, aby jego wybranka wyszła z samochodu. Po rozmowie z Celią i gorącym uścisku Helmwige oddał amulet. Oni odjechali, a Kathleen zajęła się Denmanem. Policja zaczęła podejrzewać Denmana o popełnienie tych wszystkich zbrodni, oskarżając go o piromanię.
Sierżant Houk postanowił sprawdzić posesję na Paseo Delicias, gdzie spotkał się z niechęcią i wrogim nastawieniem mieszkańców domu, którzy wymierzyli policjantom karę w postaci spłonięcia żywcem. Rzekomo udało się uratować płonącemu za kierownicą Houkowi, jednak wpadając pod ciężarówkę zginął i spowodował śmierć kilku osób. Po tym wypadku Otto postanowił zaopiekować się Lloydem i Kathleen do czasu przesilenia. Podczas kolacji wyjaśnił im obrzęd palenia ciał i wzbudzania w nich ponownego życia wraz z przesileniem letnim. Wyjaśnił też, że tego zabiegu podejmowali się tylko osoby poważnie chore, a cały obrzęd i historia powstania Juniusa i magicznych amuletów powiązane są z pracami za czasów Hitlera.
Kiedy położyli się spać, do pokoju Lloyda przyszedł nagi młodzieniec więziony przez Niemców. Zaproponował on ucieczkę, a w zamian za to Denman nadał mu imię i nazwisko Frankiln Free. Zaraz po wymknięciu się wozem Ottona, zatrzymali się w La Jolla, by sporzyć przyzwoite śniadanie. Potem udali się na pustynię i wynajęli przyczepę kempingową od Tony'ego Expressa. Znalazła ich jednak policja zawiadomiona o kradzieży auta. Podczas przewozu złapanych spotkali z niewyjaśnionych powodów Tony'ego i jego dziadka, którzy zaczarowali policjantów. W tych okolicznościach spokojnie uwolnili się od odpowiedzialności i skierowali do domku letniskowego w Del Mar. Tego dnia wieczorem Celia wtargnęła do restauracji Lloyda i spaliła Walda, który zdradził kilka chwil przed śmiercią miejsce pobytu szefa. Po przyjeździe sekciarzy do kryjówki grupki uciekinierów, znów udało im się zbiec. Kiedy pojawili się w domu Kathleen odkryli, że jej siostra Lucy jest spalona, a syn Tom został uprowadzony. Tam też wywołali z zaświatów Sylvię, która odśpiewała w akcie zemsty "Hymn pokutny", w celu samozagłady wyznawców płomieni. Lloyd wraz z Kathleen, Tonym i Franklinem pojawili się na przedstawieniu w Operze San Diego, podczas którego Salamandry miały przemienić się w rasę czystych panów, a tysięczną widownię miał pochłonąć ogień, tworząc z niej ich armię. Transformacja dokonała się, jednak Salamandry spłonęły po wysłuchaniu kasety z nagraniem śpiewu Sylvii. Jak się okazało przeżyła jedynie Celia, która wysłała Lloydowi prezent jako dowód swej miłości i wierności.

## Postaci
- Celia Williams – uwielbiała Wagnera, grała na fortepianie, studiowała Wagnera i wykładała go. Zaakompaniowała znalezioną uwerturę Wagnera. Stała się jedną z członkiń Wyznawców Księgi Salamander, kiedy dowiedziała się o swojej chorobie, spaliła się żywcem. Po tym jak stała się duszą i dymem, nie była taka sama jak za życia – zabijała z premedytacją (Sylvia, Waldo). Jedynym jej celem było życie wieczne i spłodzenie dziecka ze swoim ukochanym śmiertelnikiem, Lloydem. Dokładnie nie wiadomo czy zginęła w noc transformacji, gdyż w dowód swej wierności wysłała Denmanowi prezent.

- Lloyd Denman – restaurator, narzeczony Celli. Posiadacz restauracji w San Diego. Był to uczuciowy, troskliwy facet, ufał Waldowi, traktował go jak członka rodziny, bardzo kochał Celię. Po jej śmierci zakochał się w Kathleen i uświadomił sobie, że zawód jaki spotkał go ze strony Celii, nie można nazwać miłością. Czuł się przez nią oszukany. Jednak próbował dociec, dlaczego spłonęła. Nie poddawał się w dążeniu do celu.

- Marianna Gomes – koleżanka Celli, scenograf z Opery San Diego, razem uczęszczały na spotkania koła religijnego, miała guza mózgu. Po samospaleniu w autobusie jej osobowość uległa zmianie. Spaliła swojego przyjaciela, który był również jej kochankiem. Przestrzegała zasad związanych z Księgą Salamander, zginęła po przedstawieniu w Operze.

- Joe North – przyjaciel Marianny, z którą łączył go romans, jednak nie był jej partnerem życiowym. Dobry kumpel Lloyda, przez pewien czas chodził na spotkania sekty religijnej prowadzonej przez Ottona. Spalił się z rąk zbawionej ogniem Marianny.

- Sylvia Cuddly – przyjaciółka Celii, nie wiedziała jednak o niej wszystkiego. Także studiowała w Operze w San Diego. Była niska, niewiele więcej niż metr sześćdziesiąt, okulary. Spłonęła we własnym domu z rąk Celii. Pomogła Lloydowi w zemście, wywołana z piekła przez Tony'ego Expressa.

- Otto Mander i Helmwige von Koettlitz – para kochanków, założyciele wyznawców płomienia na Paseo Delicias, żyli za czasów Hitlera i Mussoliniego. Byli władczy i bezwzględni, traktowali ludzi jak materiał opałowy. Każdego, kto stanął na ich drodze, traktowali ogniem. Otto zawierał w sobie piekielnego stwora, dlatego przez cały czas jadł owady. Dotykając rękoma czoła, potrafił podpalić dany przedmiot lub osobą w promieniu 12 metrów. Był agresywny i pewny siebie. Helmwige była Salamandrą, która przeszła transformację podczas wojny. Ze świadomością braku możliwości zarażenia się czymkolwiek, często oddawała się nowym sztuczkom seksualnym. Wykorzystywała Franklina, swego sługę jako obiekt pożądania. Równie niebezpieczna jak jej kompan, nie miała dla nikogo litości. Zabiła Lucy, siostrę Kathleen i porwała jej syna, Toma.

- Bob Tuggey – jeden z pracowników restauracji McDonald's z Rosecrans Street. Miał nadwagę i łysinę – był najstarszym pracownikiem. Ugasił płonącą na parkingu kobietę. Często nazywany Wujcio Tug. Spłonął na parkingu przez Ottona.

- Tony Express – indiański chłopiec, który był świadkiem sprawy palącego się autobusu. Niewidomy, jednak z fonograficzną pamięcią, bardzo inteligentny i chwilami zarozumiały. Pomaga Lloydowi i Kathleen w powstrzymaniu dojścia do władzy Salamandry. Używa magicznych sztuczek, zaczerpniętych z różnych plemion.

- John Tępy Nóż – dziadek Tony'ego, razem z wnuczkiem pomaga śmiertelnikom.

- Franklin Free – jego ojcem był 'projekt' Josefa Mengele, rodziców znał tylko z fotografii. Był to dobrze zbudowany, inteligentny, ale czasem głupiutki mężczyzna, w którym cały czas drzemał jeszcze chłopiec. Trafił on w niewolę do Ottona i Helmwige, usługiwał im i był traktowany jak nie osoba. Często figurował jako obiekt spełnienia seksualnego opiekunki. Dopiero Lloyd nadał mu imię i nazwisko i uczynił go wolnym. Poświęcił swoje życie, powstrzymując Helmwige przed spaleniem Lloyda. Dzięki niemu Salamandry uległy zaniszczeniu.

- Waldo Slonimski – kelner i współpracownik Lloyda. Człowiek sumienny, uczciwy i dobrotliwy. Ginie z rąk Celii, kiedy nie chce zdradzić miejsca pobytu swego szefa.

- Jim Griglak – sierżant policji, odznacza się otyłością i niewyparzonym językiem. Jest oczytanym człowiekiem, jednak nie stroni od kłamstwa na swą korzyść.

- Ric Műnoz – policjant, współpracownik Jima, jest trochę głupszy od kolegi.

## Cytaty
- "Miejsce, w którym człowiek umiera, jest równie ważne jak miejsce, w którym się rodzi. A może nawet ważniejsze."
- "To niewiarygodne, że oprócz odrobiny ciepła nic więcej nie potrzeba, by zredukować żywą istotę ludzką do wymiarów kupki oleistego popiołu, którą trawi ogień."
- "Jak można interesować się śmiercią, jeśli wiadomo, że będzie się żyło wiecznie?"
- "Nikt nie umiera, póki nie zostanie całkiem zapomniany , póki wszyscy ci, którzy go pamiętają, również nie umrą."
- "Szacunek to siła, przyjacielu. Pogarda to słabość. Największą mądrością i siłą jest uznanie siły drugiego człowieka. Jedynie słabi poszukują w innych słabości."

## Wydania
Tytuł Podpalacze ludzi został przetłumaczony przez Janusza Wojdeckiego. W Polsce był wydany trzy razy:
- w 1993 przez wydawnictwo Amber
- w 1998 przez wydawnictwo Prima
- w 2007 przez wydawnictwo Albatros